# British Aerospace EAP
El EAP (siglas de Experimental Aircraft Programme, en español: «programa de avión experimental») fue un avión demostrador de tecnología desarrollado como un proyecto privado de la compañía británica British Aerospace en los años 1980 y que finalmente se constituyó como base para el desarrollo del caza polivalente europeo Eurofighter Typhoon.

## Especificaciones
Referencia datos: Jane's All The World's Aircraft 1988–89

### Características generales
- Tripulación: 1 piloto
- Longitud: 14,7 m (48,2 ft)
- Envergadura: 11,8 m (38,6 ft)
- Altura: 5,5 m (18,1 ft)
- Superficie alar: 52 m² (559,7 ft²)
- Peso vacío: 10 000 kg (22 040 lb)
- Peso máximo al despegue: 14 515 kg (31 991,1 lb)
- Planta motriz: 2× Turbofán Turbo-Union RB199-104D.
  - Empuje normal: 40 kN (4082 kgf; 9000 lbf) de empuje cada uno.
  - Empuje con postquemador: 75,6 kN (7711 kgf; 17 000 lbf) de empuje cada uno.

### Rendimiento
- Velocidad máxima operativa (Vno): Mach 2,0 (en altitud)

### Desarrollos relacionados
- Eurofighter Typhoon